# (12002) Suess
(12002) Suess (1996 FR1) – planetoida z pasa głównego asteroid okrążająca Słońce w ciągu 5,23 lat w średniej odległości 3,01 j.a. Odkryta 19 marca 1996 roku.